# Світ Смерті
«Світ Смерті» (англ. Deathworld) — серія романів американського письменника-фантаста Гаррі Гаррісона, що вважається класикою пригодницької фантастики. У кінці 1990-х серія була продовжена російськими письменниками Антоном Молчановим (під псевдонімом Ант Скаландіс) і Михайлом Ахмановим. Серія включає наступні твори:
- «Світ Смерті» (англ. Deathworld, 1960);
- «Етичний інженер» (англ. Deathworld 2, Deathworld-2 Ethical engineer, The Ethical Engineer, 1964);
- «Кінні Варвари» (англ. Deathworld 3, 1968);
- Розповідь «Лінкор в нафталіні» (англ. The Mothballed Spaceship, 1973);
- Повернення до Світу Смерті (англ. Return to Deathworld, 1998, у співавторстві з Антом Скаландісом);
- Світ Смерті на шляху богів (англ. Deathworld on a way of gods, 1998, у співавторстві з Антом Скаландісом);
- Світ Смерті проти флібустьєрів [Книга 1: Флібустьєрський рай; Книга 2: Пекло для флібустьєрів] (англ. Deathworld vs. Filibusters, 1998, у співавторстві з Антом Скаландісом);
- Світ Смерті і тварі з Пекла [Книга 1: Люди страшніше монстрів; Книга 2: Парад феноменів] (англ. The Creatures from Hell, 1999, у співавторстві з Антом Скаландисом);
- Світ Смерті. Недруги по розуму (англ. Deathworld 7, 2001, у співавторстві з Михайлом Ахмановим).

Щодо п'яти останніх книг, «співавторство» з Гаррісоном є сумнівним. Судячи з рівня цих творів, що значно поступаються першим трьом творам циклу, швидше за все, створений Гаррі Гаррісоном Всесвіт «Світу Смерті» став основою для самостійних творів цих авторів. Частково ця думка підтверджується тим фактом, що ці книги видавалися тільки в Росії та Литві.

## Персонажі
- Язон дінАльт. Безсмертний.
- Бруччо.
- Артур Бервік.
- Ріверд Бервік. Безсмертний.
- Гриф.
- Мета. Безсмертна.
- Керк Пірр. Безсмертний.
- Рес. Безсмертний.
- Тека.
- Темучин.
- Теодор Солвіц. Безсмертний. Один з найвідоміших стародавніх вчених зі Старої Землі, творець «об'єкту 001».

## Космічні об'єкти
- Планета Пірр.
- Планета Теодора Солвіца (Солвіц, «об'єкт 001»).
- Планета Щастя.